# Donat Fer
Donatien Ph. A. A Fer (* 30. Januar 1836 in Aubonne; † 16. April 1912 in La Chaux-de-Fonds, reformiert, heimatberechtigt in Chéserex sowie in Corsier-sur-Vevey) war ein Schweizer Politiker (liberal/radikal) und Uhrenfabrikant.

## Biografie
Donat Fer, Sohn des Philippe Charles Louis Fer, besass eine Uhrenfabrik in La Chaux-de-Fonds. Dazu stand er dem Verwaltungsrat des Bureau de contrôle des ouvrages d'or et d'argent in La Chaux-de-Fonds als Präsident vor. Donat Fer war mit Fanny geborene Veuve verheiratet. Er verstarb am 16. April 1912 im Alter von 76 Jahren in La Chaux-de-Fonds.
Fer, Mitglied der Radikalen Partei, wurde zu Beginn seiner politischen Laufbahn im Jahre 1878 in den Stadtrat (Exekutive) von La Chaux-de-Fonds  gewählt, in dem er bis 1889 vertreten war. Später gehörte er von 1892 bis 1895 dem Generalrat (Legislative) an. Parallel dazu sass er auf kantonaler Ebene von 1881 bis 1888 sowie von 1893 bis 1895 im Neuenburger Grossrat. Nach den Parlamentswahlen 1893 gehörte er darüber hinaus auf Bundesebene dem Nationalrat an.
Nachdem im Mai 1895 der Vorwurf der Veruntreuung gegen Donat Fer erhoben worden war, musste er alle politischen Ämter niederlegen.